# Campeonato Sul-Americano de Ginástica Aeróbica de 2023
O Campeonato sul-Americano de Ginástica Aeróbica de 2023 foi realizado em Maldonado, Uruguai, de 28 de junho a 3 de julho de 2023. A competição foi organizada pela Federação Uruguaia de Ginástica e aprovada pela Federação Internacional de Ginástica.

## Medalhistas
| Evento               | Ouro                                   | Prata                                   | Bronze                                   |
| -------------------- | -------------------------------------- | --------------------------------------- | ---------------------------------------- |
| Individual masculino | Lucas Barbosa (BRA)                    | Kevin Riveros (ARG)                     | Marcelo Arouche (BRA)                    |
| Individual feminino  | Tamires Silva (BRA)                    | Thais Fernandez (PER)                   | Bianca Henriquez (CHI)                   |
| Duplas mistas        | Brasil · Lucas Barbosa · Tamires Silva | Argentina · Henry Garcia · Brenda Weber | Chile · Giovanni Espinoza · Paula Zuñiga |
| Trio                 | Peru                                   | Chile                                   | Argentina                                |
| Grupo                | Argentina                              | Peru                                    | —                                        |
| Equipe               | Argentina                              | Uruguai                                 | Brasil                                   |